# Mikkjal Thomassen
Mikkjal Thomassen (født 12. januar 1976) er en færøsk fodboldtræner og tidligere spiller, som spillede 13 landskampe for Færøerne. Han har blandt andet spillet for de færøske klubber B36 Tórshavn, HB Tórshavn og EB/Streymur.
Hans sidste landskamp var en kvalifkationskamp til VM i fodbold 2010 på hjemmebane mod Østrig den 11. august 2008. Han blev skiftet ud efter 37 minutter på grund af skade. Holdet spillede uafgjort 1–1.

## Trænerkarriere
Thomassen var træner for HB Tórshavn's kvindehold i Færøernes bedste række for kvinder i 1995. Holdet vandt det færøske mesterskab den sæson. Fra 2009 til 2013 var han træner for B36 Tórshavn. Klubben vandt det færøske mesterskab i 2014 med Mikkjal Thomassen og John Petersen som trænere.
Thomassen har været træner for KÍ Klaksvík i Færøernes bedste række siden 2015. I denne periode har han vundet det færøske mesterskab med klubben i 2019. Klubben blev nummer to i 2016, 2017. I 2016 vandt han Færøernes pokalturnering med KÍ. I 2020 vandt KÍ Færøernes Super Cup for første gang.
Den 24. september 2020 under ledelse af Mikkjal Thomassen, blev KÍ den første færøske klub, der klarede at komme til play-offs i Europa League, da holdet vandt 6-1 på Tórsvøllur i Tórshavn mod de georgiske mestre Dinamo Tbilisi. Det var også den største sejr en færøsk klub havde opnået i en europæisk fodboldturnering.